# LoveHateHero
LoveHateHero (Abreviado LHH) fue una banda de post-hardcore de California. La banda firmó con Ferret Records en el año 2005, grabando tres álbumes, Just Breathe en mayo de 2005, White Lies en febrero de 2007 y America Underwater en septiembre de 2009.

## Historia

### Inicios yJust Breathe(2003-2006)
LoveHateHero se formó a finales del 2003, en la ciudad de Burbank, California. por Pierrick Berube (voz), Bryan Ross (batería), Paris Bosserman (bajo), Josh Newman (guitarra rítmica) y Omar Espinosa (guitarra principal), este dejó la banda en el mismo año, mudándose a Las Vegas, para participar en Escape The Fate, hasta el año 2007. 
Después de grabar demos, la banda lanza su primer álbum, Just Breathe, el 17 de mayo de 2005, con Ferret Music, con el guitarrista Mark Johnston. La canción Theatre of Robots contiene las voces de Juliet Simms de Automatic Loveletter. Días después de esto, Ross, Newman y Johnston dejan la banda, quedando solo Bosserman y Pierrick.
Scott Gee, un baterista desde los siete años de edad, fue contactado por la banda, seguido del guitarrista Mike Russell, el que estuvo dispuesto a entrar en la banda. Bajo esta formación, la banda estuvo de gira, llegando a Nueva York, donde conocieron a un joven y experimentado guitarrista, Kevin "Thrasher" Gruft, los miembros le propusieron entrar a la banda, y después de que este se graduó de la secundaria, voló a Los Ángeles, a finales del 2006, pasando a ser guitarrista principal de la banda, comenzando la grabación de un segundo álbum de estudio

### White Lies(2007-2009)
En el 2007, la banda estuvo de gira con Chiodos, Eighteen Visions, Funeral for a Friend, It Dies Today y He Is Legend. Asimismo formaron parte del Black on Black Tour junto a Escape the Fate, Blessthefall, Before Their Eyes y Dance Gavin Dance, durante octubre y noviembre del 2007.
White Lies es el segundo álbum de estudio de la banda, grabado en enero y lanzado el 19 de febrero de 2007. Red Dress fue lanzado como único sencillo del álbum. En el 2008, Justin Whitesel entró en reemplazo del guitarrista Myke Russell.
LoveHateHero realizó una gira compartida con So They Say, el cual contó como teloneros a las bandas National Product, Tokyo Rose y Before Their Eyes. Luego comenzó la gira de promoción "One Moment Management Tour" junto a Before Their Eyes, I See Stars, Oceana, Eyes Set to Kill y Ice Nine Kills. Luego fue parte del The TerminaTOUR al lado de Blessed By A Broken Heart, Agraceful, Karate Highschool y Kiros.

### America Underwater(2009-2011)
A mediados del 2009, fue lanzado un demo, la canción Fight or Flight
America Underwater es el tercer álbum de la banda, aunque inicialmente fue llamado Fight or Flight, fue lanzado el 29 de septiembre de 2009. El vídeo de la canción America Underwater, fue lanzado el 21 de septiembre.
El 30 de diciembre de 2010, Scott Gee participó paralelamente a la banda, con la banda Falling in Reverse, tocando batería en casi todas las canciones del álbum The Drug In Me Is You, siendo grabado desde diciembre a febrero.
En mayo del 2011, Justin Whitesel anunció la creación de su propia línea de ropa, Sinner.
La banda se encuentra en proceso de grabación de su cuarto álbum de estudio, el que podría ser lanzado a finales del 2011 en adelante.

## Otros proyectos
- Bryan Ross es actualmente miembro de la banda Perfect Like Me.[10] Y perteneció a la producción del primer álbum de Falling in Reverse
- Omar Espinosa es actualmente productor.[11] También ha participado con Escape The Fate y Perfect Like Me.
- Myke Russell es actualmente miembro de la banda 2hots.[12]
- Scott Gee participó en estudio con la banda Falling in Reverse.[13][14]
- Kevin Gruft actualmente es guitarrista de Escape The Fate[15]

## Miembros
| Miembros actuales - Pierrick Berube - Voces (2004-2011) - Kevin "Thrasher" Gruft - Guitarra principal, coros (2006-2011) - Justin Whitesel - Guitarra rítmica, teclados, coros (2008-2011) - Paris Bosserman - Bajo, coros (2004-2011) - Scott Gee - Batería, piano (2005-2011) | Miembros anteriores - Omar Espinosa - Guitarra principal, coros (2004) - Bryan Ross - Batería, coros (2004-2005) - Josh Newman - Guitarra rítmica, coros (2004-2005) - Mark Johnston - Guitarra principal, coros (2004-2005) - Myke Russell - Guitarra rítmica, coros (2005-2008) |

Timeline

## Discografía
Álbumes de estudio
- Just Breathe (2005)
- White Lies (2007)
- America Underwater (2009)

Videografía
- The Risk (2005)
- Red Dress (2007)
- America Underwater (2009)